# Dionisia
Dionisia  è un nome proprio di persona italiano femminile.

## Varianti
- Maschili: Dionigi
- Femminili: Dionigia[1]

### Varianti in altre lingue
- Albanese: Denisa
- Ceco: Denisa[2]
- Francese: Denise[2]
- Inglese: Denise[2][3], Denice[2], Deniece[2]
- Latino: Dionysia[4]
- Medio inglese: Dionisia[4]
  - Ipocoristici: Diot[4], Dye[4]

- Olandese: Denise[2]
- Polacco: Dionizja
- Rumeno: Denisa[2]
- Russo: Дениза (Denisa)
- Slovacco: Denisa[2]
- Ungherese: Dionízia

## Origine e diffusione
È la forma femminile di Dionigi/Dionisio, nome derivante dal greco antico Διονύσιος (Dionysios) e basato su quello del dio Dioniso, quindi con il significato di "di Dioniso", "consacrata a Dioniso".
Dall'ipocoristico medio inglese Diot è derivato il nome Dwight. La forma Denise, derivata dal maschile francese medio Denis, era fra i 50 nomi più usati negli Stati Uniti fra il 1951 e il 1973.

## Onomastico
L'onomastico si festeggia solitamente il 15 maggio, in memoria di santa Dionisia, martire con altri compagni a Lampsaco, nell'Ellesponto. Con questo nome si ricordano anche, alle date seguenti:
- 6 dicembre, santa Dionisia, martire con il figlio Maiorico, la sorella Dativa e altri compagni in Africa, sotto Unerico[5][6][10]
- 12 dicembre, santa Dionisa, martire con Ammonaria e Mercuria[5][6]

## Persone

### Variante Denise

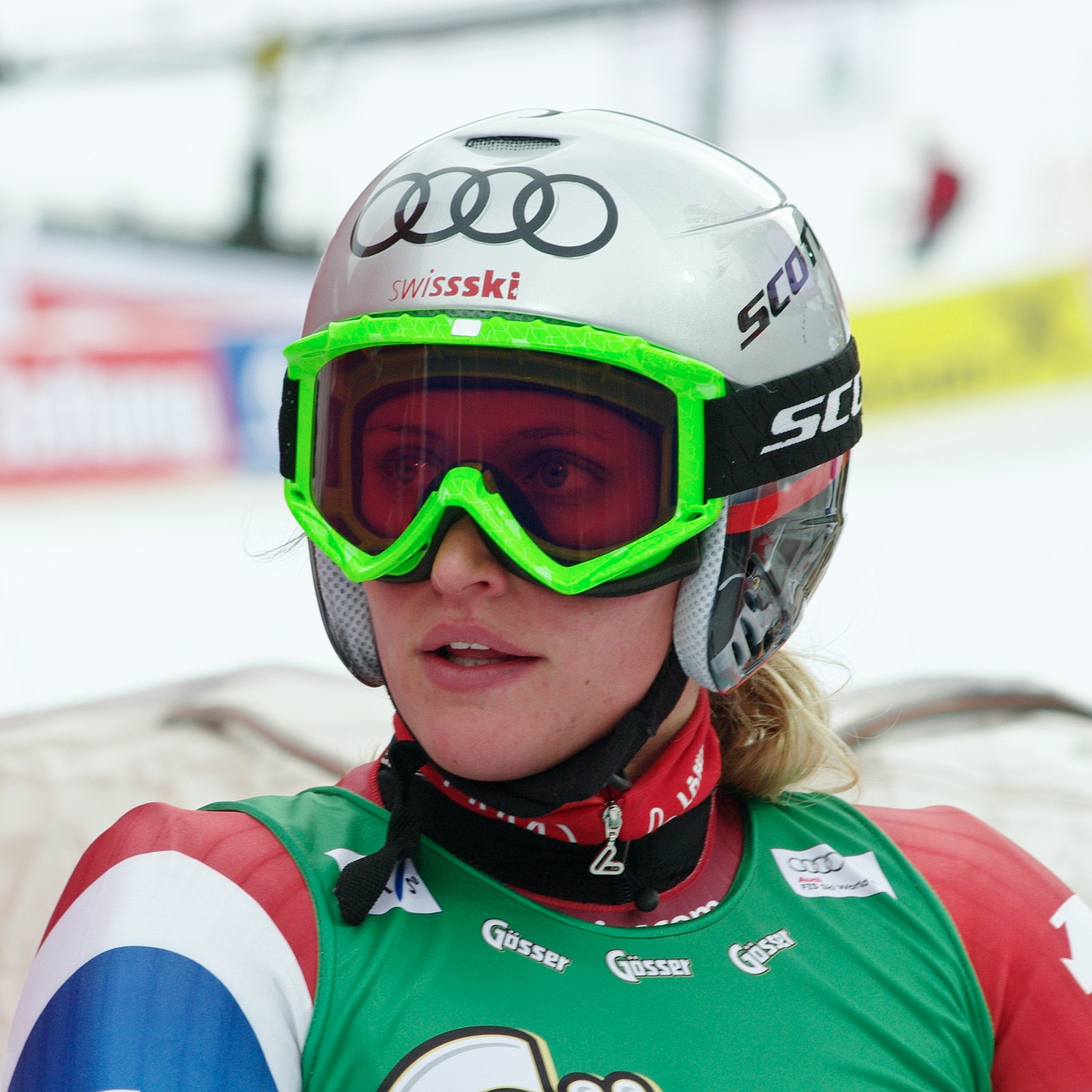
Denise Feierabend

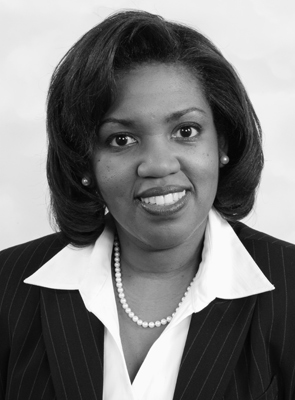
Denise Majette

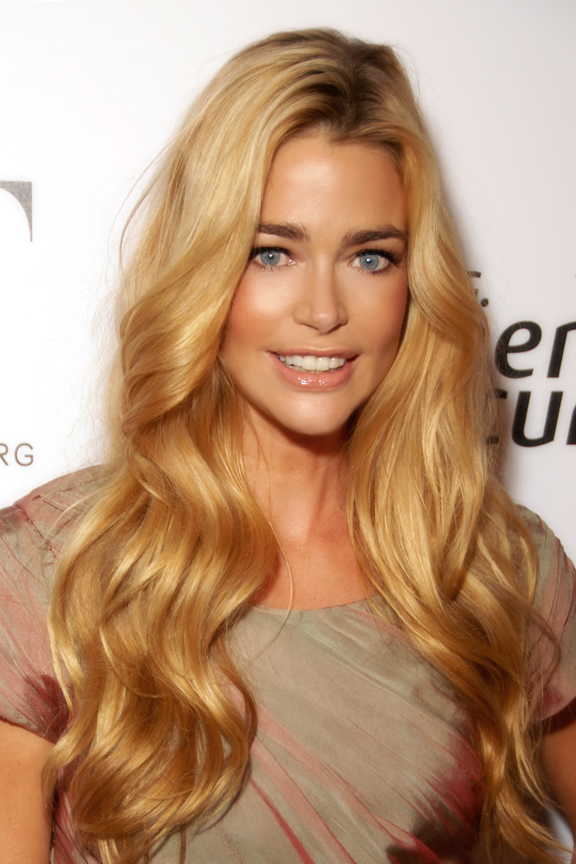
Denise Richards

- Denise, cantautrice e musicista italiana
- Denise Biellmann, pattinatrice artistica su ghiaccio svizzera
- Denise Bronzetti, politica sammarinese
- Denise Crosby, attrice statunitense
- Denise Curry, cestista e allenatrice di pallacanestro statunitense
- Denise Darcel, attrice e cantante francese naturalizzata statunitense
- Denise Di Novi, produttrice cinematografica statunitense
- Denise Dumont, attrice e produttrice cinematografica brasiliana
- Denise Faro, cantante e attrice italiana
- Denise Feierabend, sciatrice alpina svizzera
- Denise Grey, attrice italiana naturalizzata francese
- Denise Herrmann, fondista tedesca
- Denise Hinrichs, atleta tedesca
- Denise Holzkamp, schermitrice tedesca
- Denise Karbon, sciatrice alpina italiana
- Denise Kemkers, atleta olandese
- Denise Levertov, scrittrice e poetessa britannica naturalizzata statunitense
- Denise Lewis, atleta britannica
- Denise Majette, politica e magistrato statunitense
- Denise Milani, modella ceca
- Denise Mina, scrittrice e drammaturga scozzese
- Denise O'Connor, schermitrice statunitense
- Denise Pardo, giornalista e scrittrice italiana
- Denise Perrier, modella francese
- Denise Quiñones, modella portoricana
- Denise Richards, attrice e modella statunitense
- Denise Robins, scrittrice britannica
- Denise Rosenthal, cantante e attrice cilena
- Denise Scott Brown, architetto statunitense
- Denise Zich, attrice, cantante e modella tedesca

### Variante Denisa
- Denisa Chládková, tennista ceca
- Denisa Dvořáková, modella ceca
- Denisa Kola, modella albanese

### Altre varianti
- Denyse Floreano, modella venezuelana
- Deniz Hakyemez, pallavolista turca
- Deniece Williams, cantautrice e produttrice discografica statunitense

## Il nome nelle arti
- Denise Mahoney è un personaggio della serie televisiva Scrubs - Medici ai primi ferri.
- Denise Robinson è un personaggio della serie televisiva I Robinson.
- Denise è una canzone di Randy e Rainbow.